# 毛叶鹰爪花
毛叶鹰爪花（学名：Artabotrys pilosus）为番荔枝科鹰爪花属的植物，是中国的特有植物。分布在中国大陆的海南等地，常生于低海拔至中海拔的山地林中，目前尚未由人工引种栽培。

## 别名
毛叶鹰爪（中国植物学杂志）